# Флавий Руфий Геннадий Проб Орест
Флавий Руфий Геннадий Проб Орест (лат. Rufius Gennadius Probus Orestes) — римский консул в 530 году на Западе. Со-консулом на Востоке был Флавий Лампадий. В следующие 531—533 годы сохранялся их пост-консулат. Вероятно, он был сыном консула 502 года Руфия Магна Фауста Авиена. После штурма Рима Тотилой, Орест укрылся в базилике Святого Петра. После этого он отправился с другими патрициями на юг Италии, где был встречен византийскими войсками и переправлен на Сицилию.